# Hermann Argelander
Hermann Argelander (geb. 14. Februar 1920 in Bromberg, Polen; gest. 4. Juni 2004 in Eschborn)
war ein deutscher Internist und Psychoanalytiker.

## Leben
Argelander studierte in Berlin Medizin und schloss sein Studium 1945 mit der Promotion ab. Von 1945 bis 1959 arbeitete er in Berlin-Schöneberg im Auguste-Viktoria-Krankenhaus in der Inneren Medizin und absolvierte dort eine Facharztausbildung zum Internisten. 1951 begann er daneben eine Ausbildung in Psychoanalyse am Berliner Institut für Psychoanalyse. Seit 1957 war er Mitglied der Deutschen Psychoanalytischen Vereinigung (Zweig der Internationalen Psychoanalytischen Vereinigung), später wurde er zu ihrem Ehrenmitglied ernannt. Von 1960 bis 1977 wirkte er mit beim Aufbau des Sigmund-Freud-Instituts in Frankfurt am Main und leitete deren Ambulanz. Von 1977 bis 1987 hatte er als Nachfolger von Alexander Mitscherlich den Lehrstuhl für Psychoanalyse an der Johann Wolfgang Goethe-Universität Frankfurt am Main inne. Daneben war er als Lehranalytiker, Supervisor und Leiter von Balintgruppen tätig und bildete zahlreiche Psychoanalytiker aus. Seine Vorlesungen über Sigmund Freud aus dieser Zeit wurden 2011 veröffentlicht.
Zu seinem 75. Geburtstag widmete ihm die Zeitschrift für psychoanalytische Theorie und Praxis ein Themenheft. Zu seinem 80. Geburtstag erschien dann der Herausgeberband: Zum „szenischen Verstehen“ in der Psychoanalyse: Hermann Argelander zum 80. Geburtstag. Darin ist sein Einfluss auf seine Schüler und Kollegen, wie z. B. Heinrich Deserno, Rolf Klüwer, Peter Kutter dokumentiert.
Neben einigen Monografien schrieb Argelander zahlreiche Aufsätze und nahm maßgeblich am Diskurs der Psychoanalyse teil. In der Zeitschrift Psyche sind in den Jahren von 1963 bis 1985 insgesamt 27 Aufsätze von ihm erschienen, weitere finden sich im Jahrbuch der Psychoanalyse.

## Zitat
„Das einfühlende Verstehen des psychoanalytischen Psychotherapeuten hat eine doppelte Funktion. Es gilt zum einen der Erfahrung des Patienten, wie er sich selbst vertraut ist und dem Analytiker zunehmend vertraut wird; zum anderen der unbewußten Persönlichkeitsstruktur des Patienten, die diesem selbst fremd ist. Die Erfahrung des vertrauten Anderen gleitet auf der Schiene umgangssprachlicher Kommunikationen, die des fremden Anderen wird erst durch einen hermeutischen Arbeitsprozeß sui generis erschlossen, der das kommunikative Material nicht zum Nennwert nimmt.“

## Werk und Rezeption
Am bekanntesten ist Argelanders Schrift Das Erstinterview in der Psychotherapie, die erstmals 1970 und zuletzt 2014 in 10. Auflage unverändert erschien. Von ihm stammt der Gedanke und Begriff der Szenischen Evidenz.
Das zusammen mit Alfred Lorenzer entwickelte Szenische Verstehen bildete das Zentrum seines psychoanalytischen Denkens und Handelns. Die zentrale Vorstellung Argelanders, dass in einem Erstkontakt und in der Therapie nicht nur die Sachinformationen wichtig sind, sondern auch das, was sich in der Szene zwischen Patient und Therapeut entwickelt und evident wird, wurde nicht nur im Bereich der tiefenpsychologischen Psychotherapie aufgegriffen, sondern auch im Bereich von der Supervision und Beratung. Mario Muck, einer seiner Schüler, beschreibt in seiner Laudation zum 80. Geburtstag, wie sehr Argelander selbst die Fähigkeit des szenischen Verstehens kultiviert hatte, die im engeren Kreis scherzhaft als „Argelandern“ bezeichnet wurde: „Das >Argelandern< ist die besondere Fähigkeit, versteckte Sinnbezüge einer Szene zu >sehen< und mit einem kurzen Satz evident und unabweisbar zu machen.“
Auch prägte er den Begriff Psycho-Logik als einer ungewöhnlichen Form der Wahrnehmung und des Denkens, die im Zusammenhang der Psychotherapie jenseits der rationalen Logik in Erscheinung tritt. Dieser Begriff wurde u. a. in der Morphologischen Psychologie und ihren Anwendungen und in den künstlerischen Therapien aufgegriffen. Mit der Fallstudie Der Flieger beteiligte er sich an dem von Michael Balint, Joseph Sandler und Heinz Kohut begonnenen Diskurs zu einem neuen Verständnis des Narzissmus und leistete damit einen Beitrag zu der in den 1970er Jahren entstandenen Selbstpsychologie. Weitere Themenschwerpunkte waren die Supervision und Beratung, die Gruppenanalyse und die Bedeutung der Konnektoren bei der tiefenpsychologischen Analyse von Texten.

## Monografien
- Das Erstinterview in der Psychotherapie. Wissenschaftlicher Buchverlag, Darmstadt, 1. Aufl. 1970, unveränderte 10. Aufl. 2014
- Gruppenprozesse: Wege zur Anwendung der Psychoanalyse in Behandlung, Lehre u. Forschung. Rowohlt bei Hamburg,1. Aufl. 1972, 2. Aufl.
- Der Flieger – Eine charakteranalytische Fallstudie. Suhrkamp. Frankfurt am Main, 1972
- Die kognitive Organisation psychischen Geschehens: Ein Versuch zur Systematisierung der kognitiven Organisation in der Psychoanalyse. Klett-Cotta, Stuttgart 1979
- Der psychoanalytische Beratungsdialog. Vandenhoeck & Ruprecht, Göttingen. 1982
- Der Text und seine Verknüpfungen: Studien zur psychoanalytischen Methode. Springer, Berlin, Heidelberg, New York 1991